# Paul James (soccer)
Cet article concerne le footballeur canadien. Pour le joueur de rugby, voir Paul James. Pour l’acteur américain, voir Paul James (acteur).
Paul John James (né le 11 novembre 1963 à Cardiff au Pays de Galles) est un joueur de soccer international canadien d'origine galloise, qui évoluait au poste de milieu de terrain, avant de devenir entraîneur.

## Biographie

### Carrière de joueur

#### Carrière en sélection
Avec l'équipe du Canada, il dispute 48 matchs (pour 2 buts inscrits) entre 1983 et 1993. Il figure notamment dans le groupe des sélectionnés lors de la coupe du monde de 1986. Lors du mondial, il dispute un match contre la France, un contre la Hongrie et enfin un dernier face à l'URSS.
Il participe également aux JO de 1984 avec la sélection canadienne, prenant part à quatre matchs.